# Varulager
Ett varulager utgörs, inom företagsekonomin, av en verksamhets tillgångar som är avsedda för försäljning.
Varulagret räknas som tillgångar (omsättningstillgång) i balansräkningen. Används vid kalkylering av kapitalbehov som bindande av kapital.

## Varulagrets redovisning
Varulager är avsedda att omsättas eller förbrukas och kan bestå av varor för försäljning, råmaterial, förnödenheter som bränsle och dylikt, emballage, produkter i arbete, egna och inköpta halvfabrikat, färdigvaror med mera.
För den som driver byggnadsrörelse, tomtrörelse eller liknande utgör fastigheterna en lagertillgång. Bankers och andra kapitalförvaltande företags innehav av värdepapper räknas också dit.
Värdering av varulagret skall företas regelbundet, eftersom de varor som är osålda vid slutet av en period skall upptas i företagets balansräkning. Värderingen som kan ske löpande eller periodiskt, ger flertalet företag stora möjligheter att reglera årets redovisade vinst eller förlust.
Gränserna för värderingen i den externa redovisningen anges i Bokföringslagen och Kommunalskattelagen. Den förstnämnda förhindrar en för hög värdering (maximivärderingsregler) och den senare en för låg värdering (minimivärderingsregler. Till grund för värderingen i den externa redovisningen måste ligga en inventering.
Bokföringslagen säger att varulagret inte får upptas till högre värde än vad som framkommer enligt lägsta värdets princip (LVP-värdet), det vill säga det som är lägst av anskaffningsvärdet och det verkliga värdet. I såväl Bokföringslagen som Kommunalskattelagen stadgas att varulagrets anskaffningsvärde skall bestämmas enligt FIFU-metoden (först in-först ut), det vill säga de först inköpta varorna antas vara de som blir först sålda.
I Kommunalskattelagen säger en huvudregel att varulagret får upptas till 40 % av basvärdet (LVP-värdet minus erforderligt avdrag för inkurans). Utan särskild utredning får ett generellt inkuransavdrag göras med 5 %. I vissa branscher är detta högre. En tilläggsregel säger att om basvärdet understiger medeltalet av basvärdet för de två näst föregående åren, så får nedskrivning göras med 60 % av detta medelvärde. En annan tilläggsregel gäller endast för rå- och stapelvaror, som får upptas till lägst 70 % av det lägsta marknadspris som noterats under de senaste tio åren. Ytterligare ett antal värderingsprinciper finns, främst avsedda för företagets interna redovisning.